# 越智伊平
越智 伊平（おち いへい、1920年〈大正9年〉12月10日 - 2000年〈平成12年〉3月24日）は、日本の政治家。衆議院議員（10期、自由民主党）。越智電気商会（現四国通建）創業者。位階は正三位、勲等は勲一等。

## 来歴

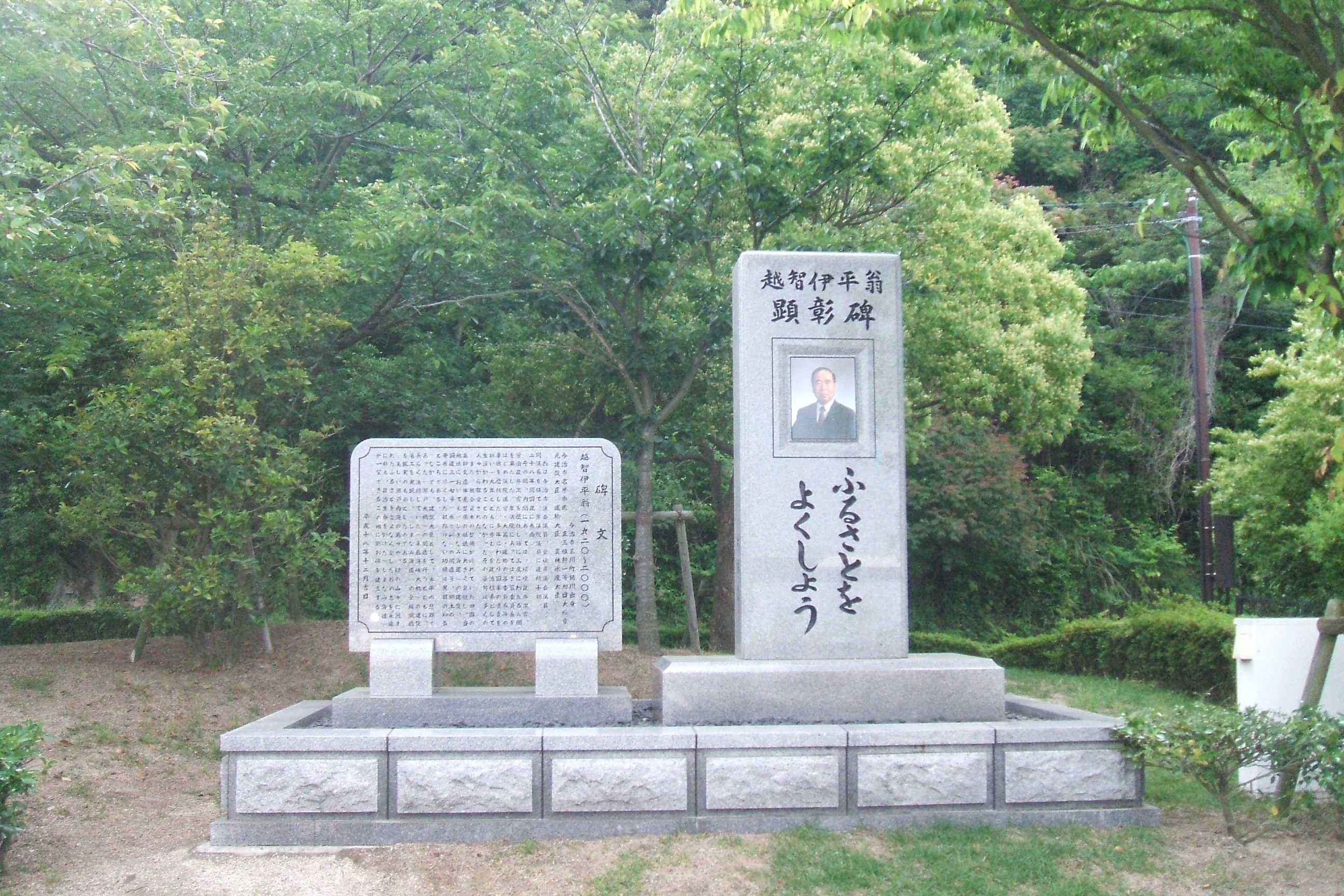
顕彰碑

愛媛県越智郡（旧玉川町、現今治市）鈍川出身。1941年相模原工学校卒。戦後、越智電気商会を設立。1954年7月、鈍川公民館建設費として22万円寄付により1955年1月18日紺綬褒章受章。
1955年今治市議会議員選挙にトップで初当選、1959年愛媛県議会議員選挙でもトップで初当選。1962年10月、今治市立今治小学校給食費として10万円寄付により1963年10月24日、紺綬褒章受章（飾版）。1971年から1972年まで県議会議長。1972年、衆院補選に旧愛媛2区から初当選。以来連続当選10回。自民党内で所属した中曽根派では渡辺美智雄に近く、1979年に起きた四十日抗争では、福田赳夫を支持する中曽根康弘の意向に反し、大平正芳を支持した渡辺と行動を共にした。
環境政務次官、労働政務次官などを経て、1987年11月、竹下内閣の建設大臣として初入閣。その後も、衆議院予算委員長、運輸大臣などを歴任。
1997年9月、76歳の高齢で第2次橋本改造内閣の農林水産大臣に就任したが、直後に脳梗塞で倒れ、就任してわずか16日で辞任した。1998年春の叙勲で勲一等旭日大綬章受章。自民系が分裂して争った1999年1月の愛媛県知事選挙では現職の伊賀貞雪を支持したが大差で敗れ、影響力を失った。
自身の政治公約だった瀬戸内海大橋（西瀬戸自動車道）架橋を見届けた後の2000年3月24日、心不全のため愛媛県温泉郡重信町（現東温市）の愛媛大学医学部附属病院で現職議員のまま死去、79歳没。死没日をもって正三位に叙される。

## エピソード
- 少林寺拳法は6段の腕前だった[2]。
- 建設大臣時代、強制収用の適用は関係者数百人のうち反対する人が一人ぐらいにまで減ってから行うように主張していた[10]。
- 運輸大臣として最後の成田空港問題シンポジウムに参加し、反対同盟旧熱田派が提示した条件の受け入れを過去の経緯に対する謝罪とともに表明。成田空港問題の転換点の一つとなった。越智はシンポジウム開催に先立ち、暴行を受けることを懸念するセキュリティポリスからの警告を受けながらも、傍聴席まで下りて反対派農民の遺影に頭を下げて合掌した[11]。
- 愛媛県今治市に、越智が創業した企業の本社内に「越智伊平記念館」が2003年に開館している。
- 越智の顕彰碑が2006年に建てられた。

## 年譜
- 1920年 - 出生
- 1955年 - 今治市議に初当選
- 1959年 - 愛媛県議に初当選
- 1972年 - 衆院選に初当選
- 1975年12月 - 環境政務次官（三木内閣）
- 1976年12月 - 労働政務次官（福田内閣）
- 1986年7月 - 衆院議院運営委員会委員長
- 1987年11月 - 建設大臣（竹下内閣）
- 1990年3月 - 衆院予算委員長
- 1992年12月 - 運輸大臣（宮澤改造内閣）
- 1997年9月 - 農林水産大臣（第2次橋本改造内閣）に就任したが16日で辞任。
- 2000年3月24日 - 死去